# بیرزه
بیرزه (به هلندی: Beerze) یک منطقهٔ مسکونی در هلند است که در اومن واقع شده‌است. بیرزه ۲۳۳ نفر جمعیت دارد.